# Хоростків

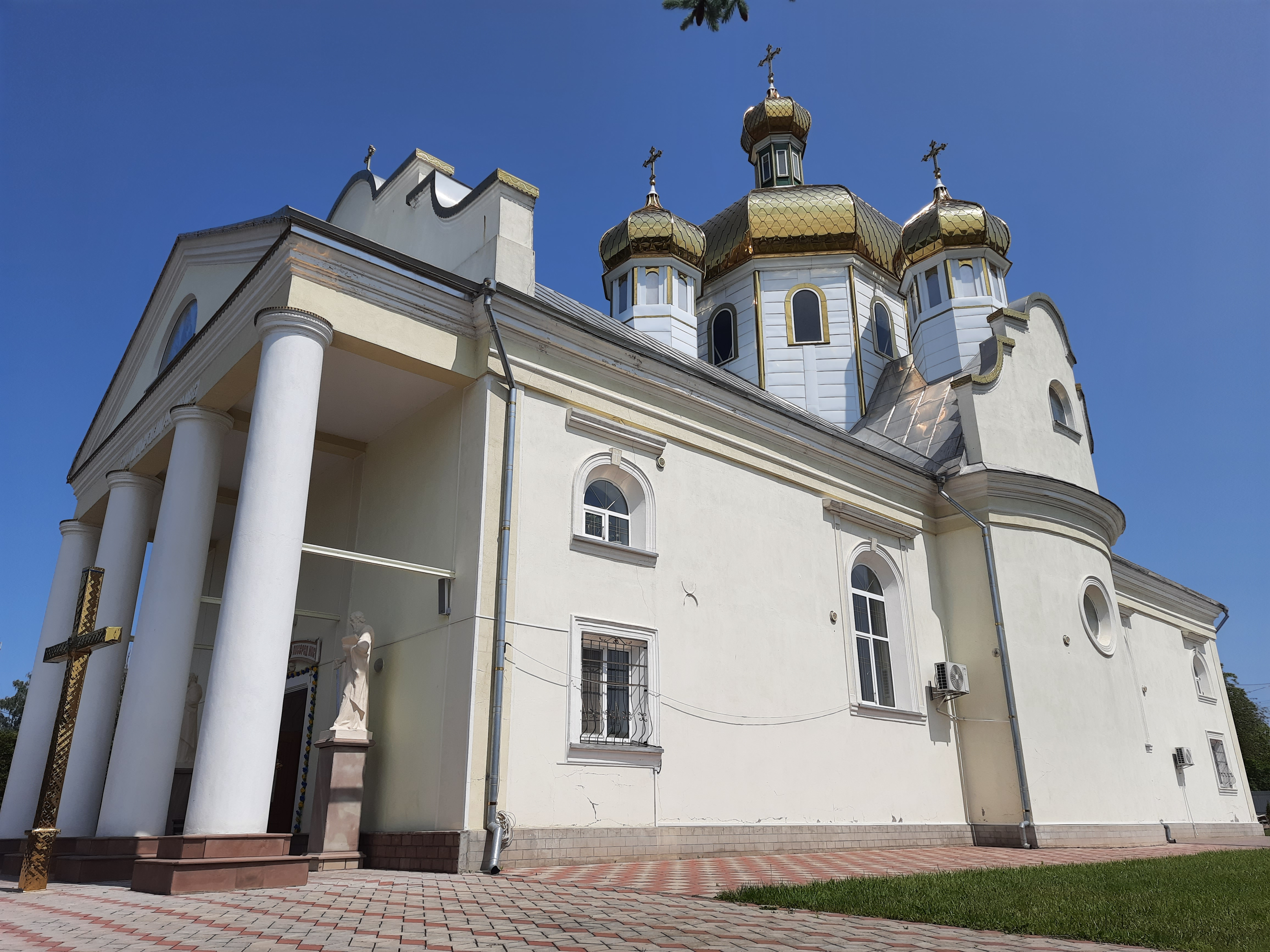
Церква Возложення Ризи

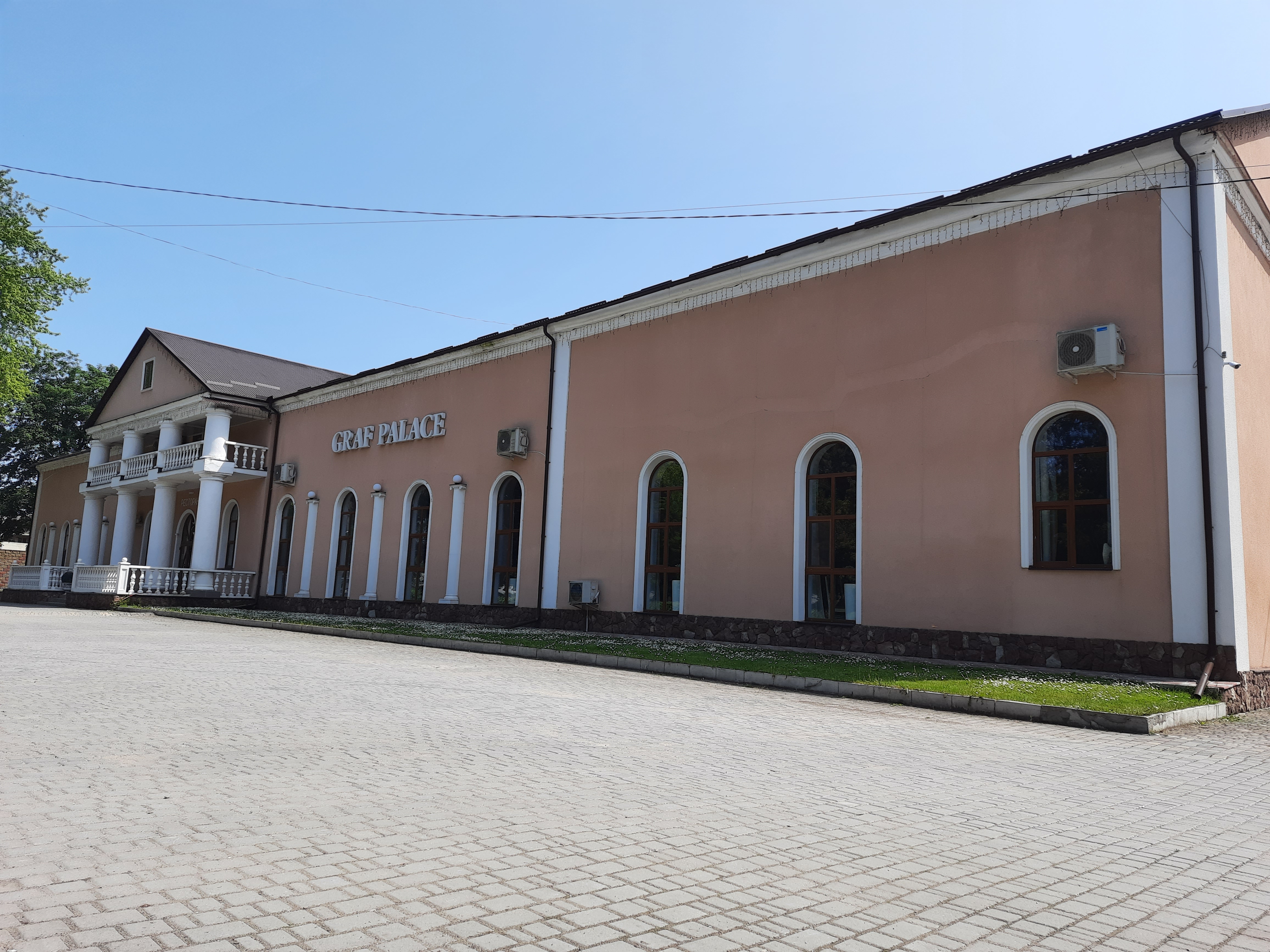
Комплекс маєтку

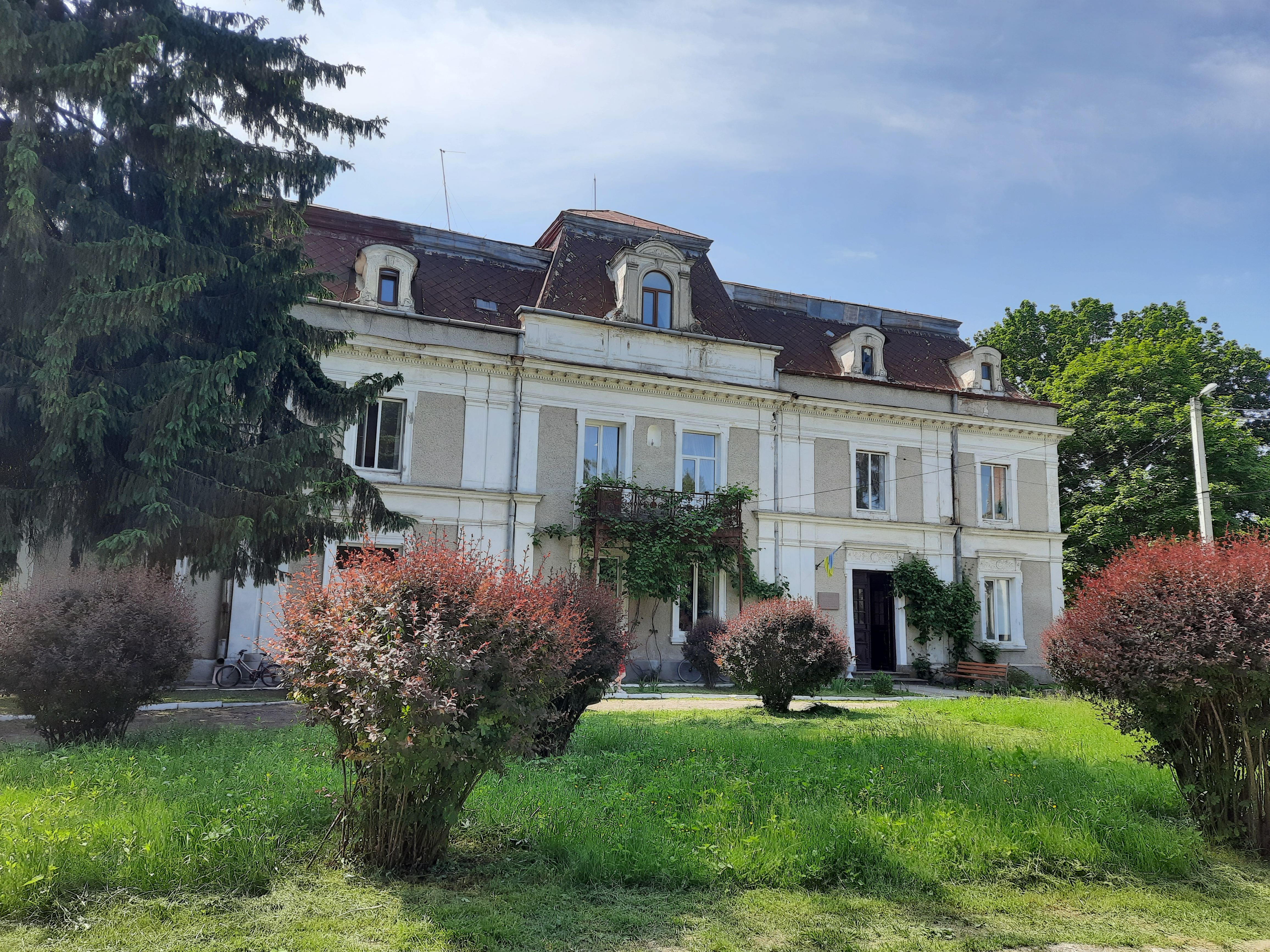
Комплекс маєтку

Хоро́стків  — місто в Україні, адміністративний центр Хоростківської міської громади Чортківського району Тернопільської області. Населення — 7000 осіб.

## Географія
Місто Хоростків розташоване за 63 км від обласного центру. За 8 км від міста проходить міжнародний маршрут E85 — європейський автошлях, що бере свій початок у литовській Клайпеді і закінчується у грецькому Александруполісі протяжністю 2300 км. У місті діє однойменна залізнична станція, що розташована на неелектрифікованій залізничній лінії Тернопіль — Копичинці — Чернівці — Івано-Франківськ Львівської залізниці.

## Історія

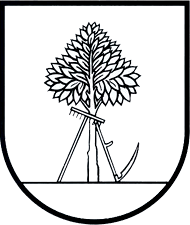
Давній герб

### Археологічні дослідження, знахідки
У місті знайдено пам'ятки подільської групи підкарпатської культури стрічкової кераміки (5500—4900 рр. до н. е.) та курганні поховання доби ранньої бронзи.
У ході розкопок протягом 1889—1892 рр. польський вчений Готфрид Оссовський зробив ряд знахідок, у тому числі кам'яні гробниці у вигляді довгастих скриньок, виготовлених з шести великих кам'яних плит, безліч дрібних плит, вбудованих у ґрунт. На думку польських археологів, знахідки, в тому числі гробниці, датуються до нашої ери.
Краєзнавець початку XX століття Богдан Януш писав: 1868 року в Хоросткові розкопано могилу з двома скелетами у сидячій позі, біля них — 3 сокири, крем'яне долото, 2 глиняні горщики. Знахідку передали до музею князів Любомирських.
Дотепер біля перехрестя доріг з Хоросткова до Копичинців видніються три кургани. В одному з них, прикритому вапняковою плитою, були кістки, посуд та бурштинова прикраса.

### Середньовіччя
Перша писемна згадка — 1340 рік.
У 1565 році згадане як містечко у зв'язку з наданням королівського привілею. Поселення було переведене у володіння магнатів Якуба і Єжи (Юрія) Струсів із Струсова. Струсі володіли Хоростковом на праві «голого доживоття». У 1578 році Хоросткову надано обмежене магдебурзьке право, у 1628 році згадується як приватне місто.
Наприкінці XVI — на початку XVII століть набули розвитку окремі види ремесла, особливо ткацтво і кравецтво. Значних розмірів досягла торгівля. Основним заняттям населення було землеробство. У містечку проживало близько 70 міщанських родин.
На початку 1600-х років нові власники Хоросткова Калиновські сприяли будівництву замку.
Подільський генеральний староста Валентій Александр Калиновський був одружений з Геленою Струсь — донькою останнього представника роду Струсів по чоловічій лінії Миколая Струся, так Хоростків перейшов у володіння Калиновських. У 1625 році поселення потрапляє у власність магнатів Єжи і Марціна Калиновських (їх мати розпоряджалась маєтком до смерті згідно проведеного у 1623 році в Гусятині поділу спадку померлого В. А. Калиновского). За десятиліття Хоростків згадується в статусі містечка, поруч з яким розміщувалося однойменне село.
Під час Визвольної війни українського народу під проводом Богдана Хмельницького зазнав значних спустошень. У 1650 році татари, напавши на Хоростків, спалили понад 300 будинків і вщент пограбували містечко.
У XVIII столітті урожайні землі навколо Хоросткова та самі міські землі перейшли до багатого та впливового магнатського роду князів Сангушків.

### Австрійська імперія
За часів Габсбургів Хоростків зберіг статус міста, належав до Тернопільського, після 1816 року — до Чортківського округів.
Наприкінці XVIII століття місцевість придбав граф Юзеф Каласантій Левицький гербу Рогаля. Його син уфундував у місті парафіяльний костел (не зберігся до наших часів), греко-католицький храм (діючий), неоготичну цвинтарну каплицю, призначену на родинний мавзолей. З хоростківського ключа з численними селами створив ординацію, був її першим ординатом, передав її у спадок дочці Зофії, дружині графа Вільгельма Станіслава Семеньського. Нечастий випадок: граф взяв друге прізвище — прізвище дружини, став Семеньським-Левицьким. Останнім представником цього роду, що мешкав у родинному гнізді до 1939 року, був граф Станіслав Ян Семеньський-Левицький.
Наприкінці XVIII століття Хоростків став торговим центром. Тут проводилися ярмарки двічі на рік та щотижневі базари. Торгували здебільшого хлібом, худобою, полотном та поташем. Центр був забудований крамницями та шинками, хати на окраїнах нічим не відрізнялись від сільських мазанок. З 1795 року в місті щорічно відбувалося 18 річних та 52 тижневих ярмарки.
Станом на 1820 рік в Хоросткові налічувалося 483 домогосподарств, мешкало близько 3000 осіб. У 1890 році проведення залізничної лінії Тернопіль — Копичинці, яка пролягла через поселення, значно сприяло розбудові економіки містечка.
Оздобою міста була ратуша, також неоготичний костел (1872), високі вежі якого були видні здалеку.
У 1855 році відкрита тривіальна школа, в якій до 1871 року учнів навчав лише один вчитель.
У XIX столітті містечко користувалося печаткою з зображенням дерева (дуба), на яке оперті граблі та коса. На основі цієї печатки львівський краєзнавець Антоній Шнайдер опрацював у 1870-х роках проєкт герба для Хоросткова: щит розділений; у верхній частині герб роду Потоцьких «Пилява» (на блакитному тлі срібний семикутний хрест), у нижній частині на срібному тлі зелений дуб.

### XX століття
У 1906 році в Хоросткові були відділення семи різних кредитних і страхових компаній, торгово-промислового і кредитно-комерційного банків, діяли молочарня, броварня, ґуральня, невелике підприємство содової води, що належало графові Сєминському-Левіцькому.
У дорадянський період діяли товариства «Просвіта», «Січ», «Сокіл», «Луг», «Сільський господар», «Союз українок» та інші українські товариства.
1 квітня 1927 року вилучені частини сільської гміни Перемилів Копичинецького повіту Тернопільського воєводства і міської гміни Хоростків та з них утворена самоврядна гміна Зофіювка.
1 квітня 1934 року Хоросткову надано статус міста.
На 1 січня 1939 року в місті із 7300 жителів налічувалось 2750 українців-грекокатоликів, 1740 українців-латинників, 800 поляків, 2000 євреїв та десяти інших національностей.
З 5 липня 1941 по 19 березня 1944 року місто перебувало під тимчасовою німецькою окупацією.
У 1943 році в Хоросткові нацисти знищили понад 500 євреїв; у липні 1943 року через Хоростків проходили партизанські з'єднання Сидора Ковпака.
17 липня 2020 року, в ході адміністративно-територіальної реформи та ліквідації Гусятинського району, місто увійшло до складу Чортківського району.

## Політика

### Парламентські вибори, 2019
На позачергових парламентських виборах 2019 року у місті функціонували 4 окремі виборчі дільниці № 610261–610264.

#### Результати
- Зареєстрований 5221 виборець, явка 43,40 %, найбільше голосів віддано за «Слугу народу» — 38,20 %, за «Голос» — 14,43 %, за Всеукраїнське об'єднання «Батьківщина» — 12,96 %.[7] В одномандатному окрузі найбільше голосів отримав Ігор Сопель (Слуга народу) — 47,89 %, за Миколу Люшняка (самовисування) — 24,60 %, за Олега Вітвіцького (Голос) — 8,23 %[8].

## Соціальна сфера
Працюють два заклади освіти: Ліцей № 1 та Ліцей № 2, Будинок культури, 5 бібліотек, професійний коледж № 27, два дошкільних навчальних заклади, музична школа, лікарня, 9 аптек, ветеринарна аптека, пожежна частина, Подільська дослідна станція, дослідне господарство «Хоростківське», ВАТ «Колмаш», ТОВ «ІНТЕРФОМ-ЗАХІД», СП ТзОВ «Ліго», спиртовий завод, ТОВ «Хоростків-цукор», ПАП «Славутич», понад 20 торговельних закладів.

## Населення

### Національний склад
Розподіл населення за національністю за даними перепису 2001 року:
| Національність  | Відсоток |
| --------------- | -------- |
| українці        | 98,7 %   |
| інші/не вказали | 1,3 %    |

### Мова
Розподіл населення за рідною мовою за даними перепису 2001 року:
Розподіл населення за рідною мовою за даними перепису 2001 року:
| Мова            | Кількість | Відсоток |
| --------------- | --------- | -------- |
| українська      | 7246      | 99,21 %  |
| російська       | 45        | 0,62 %   |
| румунська       | 4         | 0,05 %   |
| білоруська      | 2         | 0,03 %   |
| польська        | 2         | 0,03 %   |
| угорська        | 1         | 0,01 %   |
| болгарська      | 1         | 0,01 %   |
| вірменська      | 1         | 0,01 %   |
| інші/не вказали | 2         | 0,03 %   |
| Усього          | 7304      | 100 %    |

### Мовні особливості
Місто розташоване на території наддністрянського (опільського) говору. До «Наддністрянського реґіонального словника» внесено такі слова та фразеологізми, вживані у Хоросткові: а-тась («уживають, щоб відігнати качок»), бандурка («картопля»), бомбетиль («лавка-ліжко»), ґрулі («картопля»), запорток («зіпсоване яйце, з якого не може вивестися курча»), муравщинє («мурашник»).

## Економіка
- Хоростківський цукровий завод

### Залізничний транспорт
Через Хоростків проходить залізнична лінія Тернопіль — Чернівці. Не дивлячись на це, всі пасажирські поїзди, що курсують з Тернополя до Чернівців (Чернівці — Одеса, Чернівці — Київ, прямують в обхід цієї лінії, проїжджаючи з Тернополя до Чернівців через станції Львів, Івано-Франківськ, Коломия. За часів СРСР лінією Тернопіль — Чернівці курсував лише один пасажирський поїзд сполученням Івано-Франківськ — Козятин, маючи зупинку на станції Хоростків. Після розпаду СРСР маршрут поїзда від станції Івано-Франківськ було скорочено до Шепетівки. На початку 2000-х років цією лінією із зупинкою на станції Хоростків прямувало чимало пасажирських поїздів, а саме: Івано-Франківськ — Харків, Івано-Франківськ — Одеса, Чернівці — Одеса, Москва — Софія, Івано-Франківськ — Шепетівка. У складі міжнародного поїзда Москва — Софія курсували вагони безпересадкового сполучення Москва — Бухарест, Москва — Чернівці, Москва — Салоніки, Мінськ — Софія. Тобто, з Хоросткова була можливість дістатися до Греції (Салоніки), Болгарії (Софія), Румунії (Бухарест) та Білорусі (Мінськ). В складі поїзда Івано-Франківськ — Харків курсував вагон безпересадкового сполучення Івано-Франківськ — Донецьк. З 2012 року змінено маршрути руху поїздів Одеса — Чернівці та Москва — Софія через станцію Львів і таким чином Хоростків втратив міжнародне сполучення. У 2012 році також були скасовані поїзди Івано-Франківськ — Шепетівка та Івано-Франківськ — Харків. Натомість, на станції Хоростків була призначена тарифна зупинка фірмового поїзда «Буковина» № 117/118 Київ — Чернівці (до 2010 року цей поїзд прямував станцію Хоростків без зупинок). У 2014 році змінено маршрут поїзда № 117/118 «Буковина» через станції Кам'янець-Подільський, Ларгу. З 24 вересня 2014 року, через Хоростків прямує фірмовий поїзд «Гуцульщина» № 357/358 Київ — Рахів (з грудня 2021 року поїзд курсує до станції Ворохта під № 57/58) та приміські поїзди Тернопіль — Заліщики. Раніше курсували приміські поїзди з Тернополя до станції Іване-Пусте (нині скасовані).

### Автомобільний транспорт
Незважаючи на те, що через Хоростків пролягає залізнична лінія з Тернополя до Чернівців, автомагістраль E85, що прокладена паралельно залізниці, проте через Хоростків не проходить, а знаходиться за 6 км від Хоросткова, в селі Сухостав. Все міжміське та міжнародне автобусне зосереджено саме на даній автомагістралі. У самому місті Хоросткові є автостанція, на розі вулиць Незалежності та Князя Володимира. У будинку автостанції, замість зала чекань та кас, знаходиться крамниця побутових товарів. Через відсутність всіх інфраструктурних та архітектурних елементів, які нагадували б автостанцію, цей об'єкт не є орієнтиром у місті та не відіграє економічного значення, на відміну від більшості населених пунктів. що мають статус міста. У 2012 році, через відсутність зала чекань, пасажири автобусів висловили обурення керівнику автостанції через те, що взимку немає де чекати автобусні рейси, а саму автостанцію було перероблено під крамницю. Через деякий час, з лівої сторони автостанції, було споруджено лавочки та критий павільйон. Хоростків має автобусне сполучення з Чернівцями, Львовом, Тернополем, Гримайловом, Чортковом та іншими населеними пунктами, що знаходяться у передмісті Хоросткова[джерело?].

### Відстань до міжнародних аеропортів
- Міжнародний аеропорт «Тернопіль» - 55 км;
- Міжнародний аеропорт «Львів» імені Данила Галицького — 190 км;
- Міжнародний аеропорт Бориспіль — 480 км;
- Міжнародний аеропорт Ряшів, Польща (Jasionka International Airport — Rzeszów) — 360 км;
- Міжнародний аеропорт Люблін, Польща (Lublin Airport, Króla Jana III Sobieskiego) — 390 км;
- Міжнародний аеропорт Кошіце, Словаччина (Košice International Airport) — 500 км;
- Міжнародний аеропорт Клуж-Напока, Румунія (Aeroportul Internațional Cluj-Napoca) — 490 км.

### Відстань до міжнародних морських портів
- Одеський морський торговельний порт, Одеса, Україна– 670 км;
- Морський порт у м. Гдиня, Польща — 1000 км.

## Пам'ятки

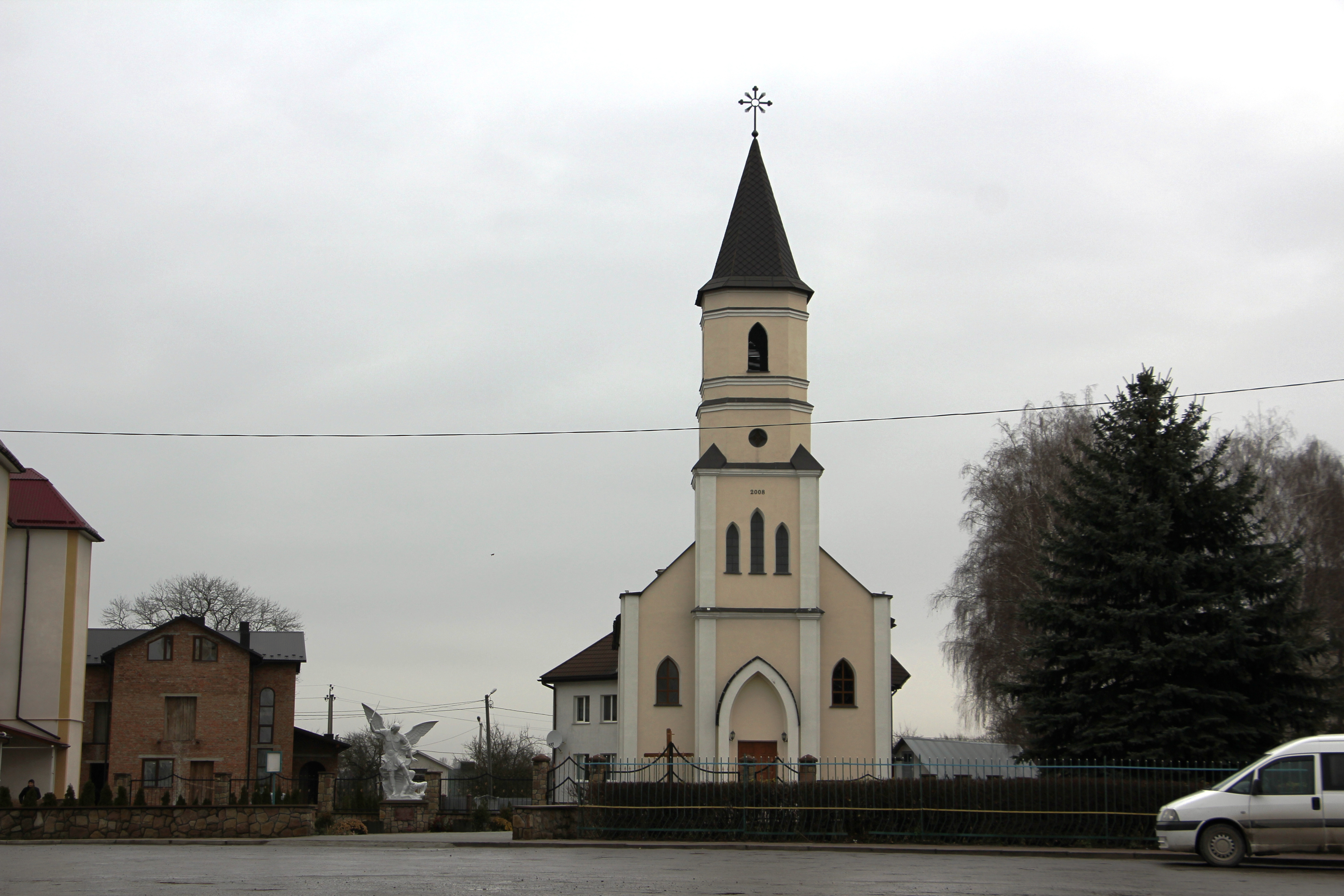
Костел близько 1870

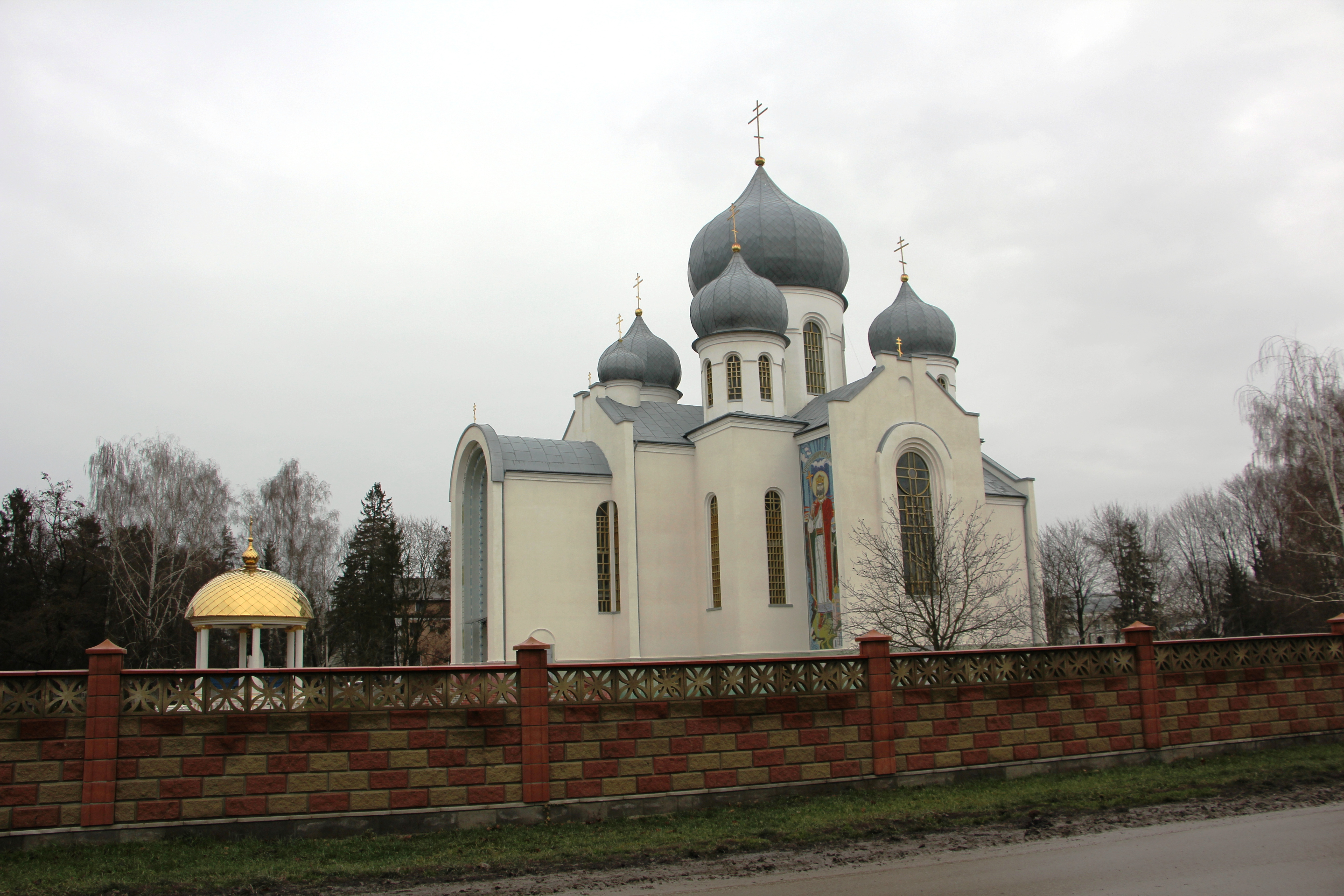
Церква св. Володимира і Ольги 1996

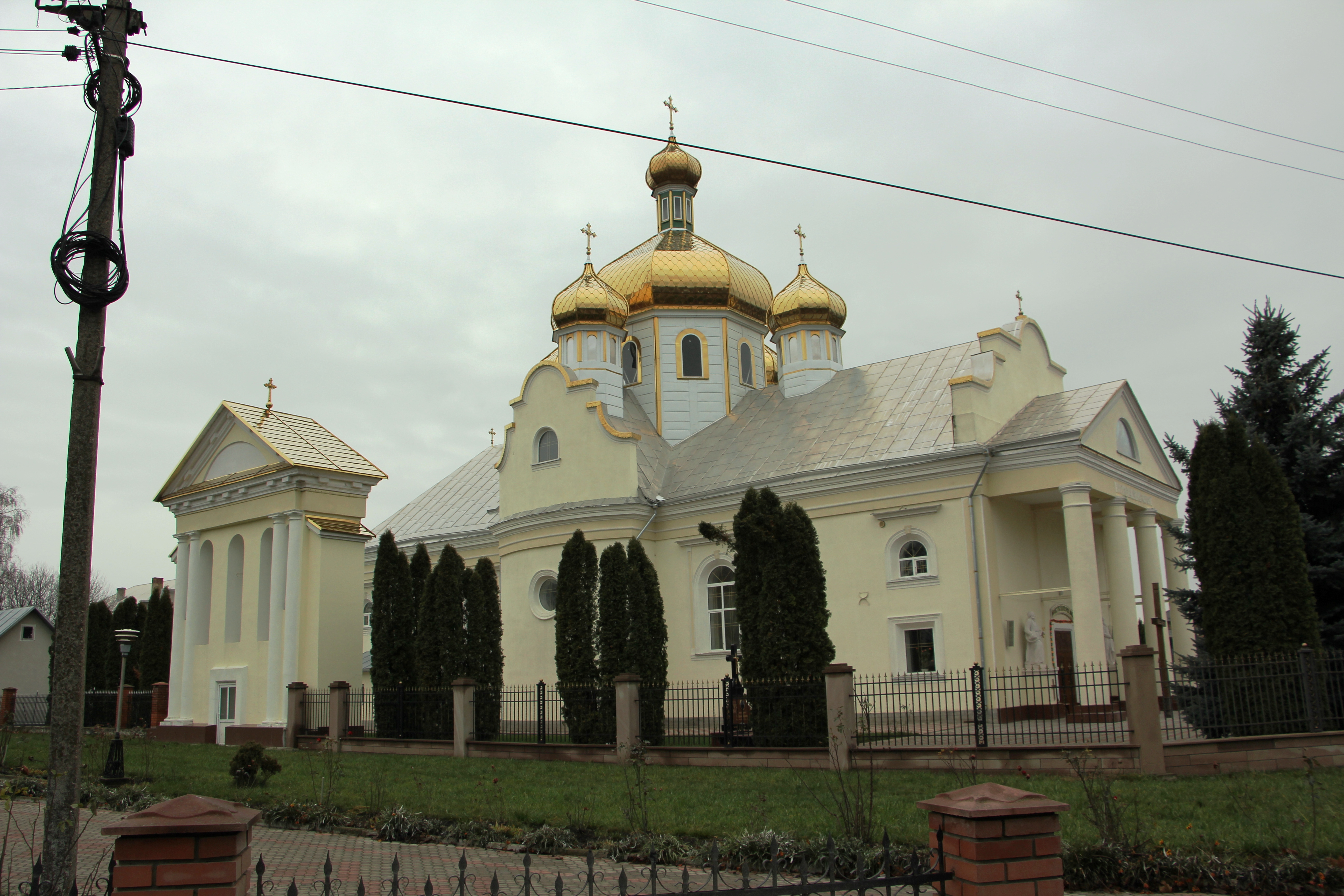
Церква Положення Чесної Ризи Пресвятої Богородиці 1837

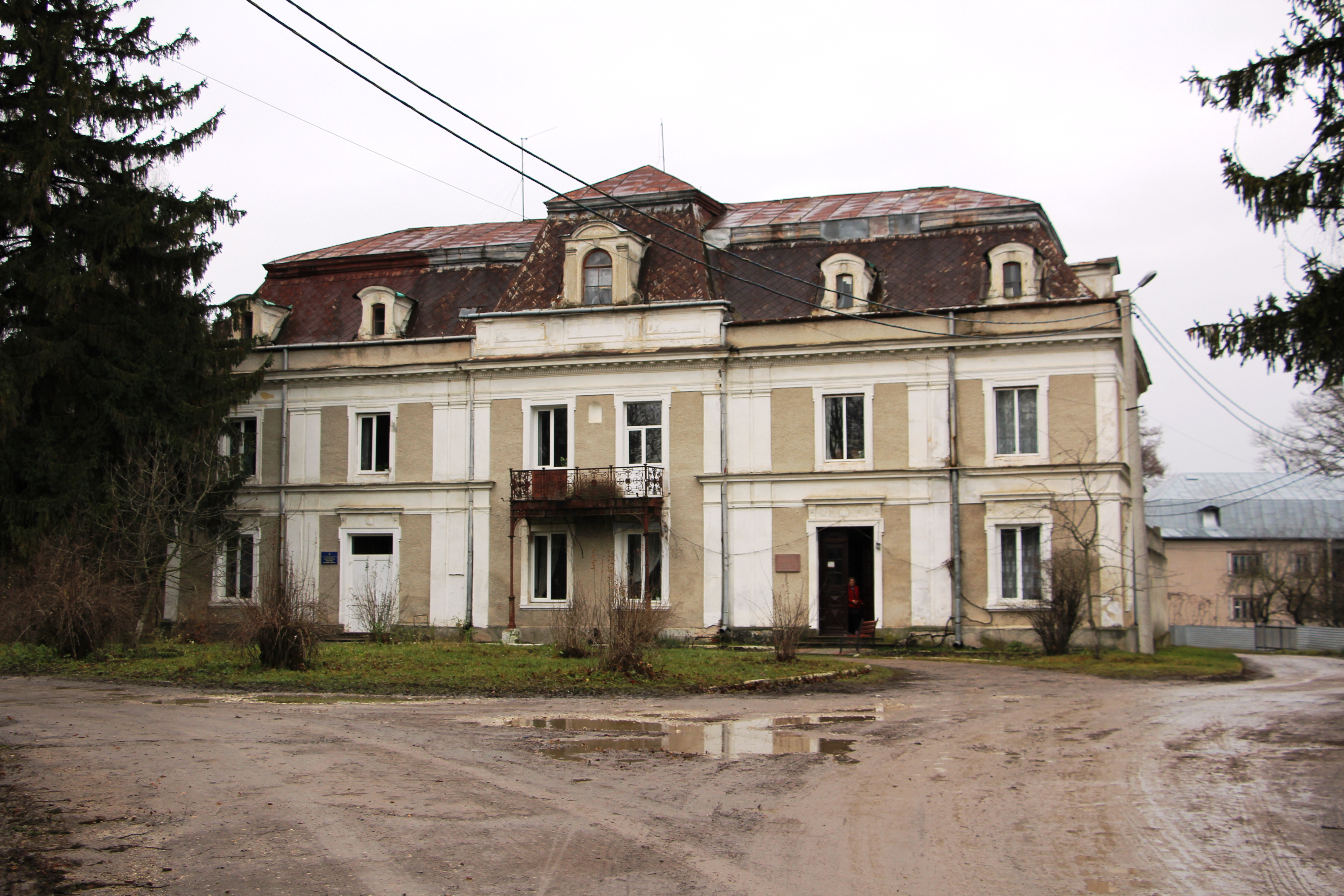
Палацовий комплекс

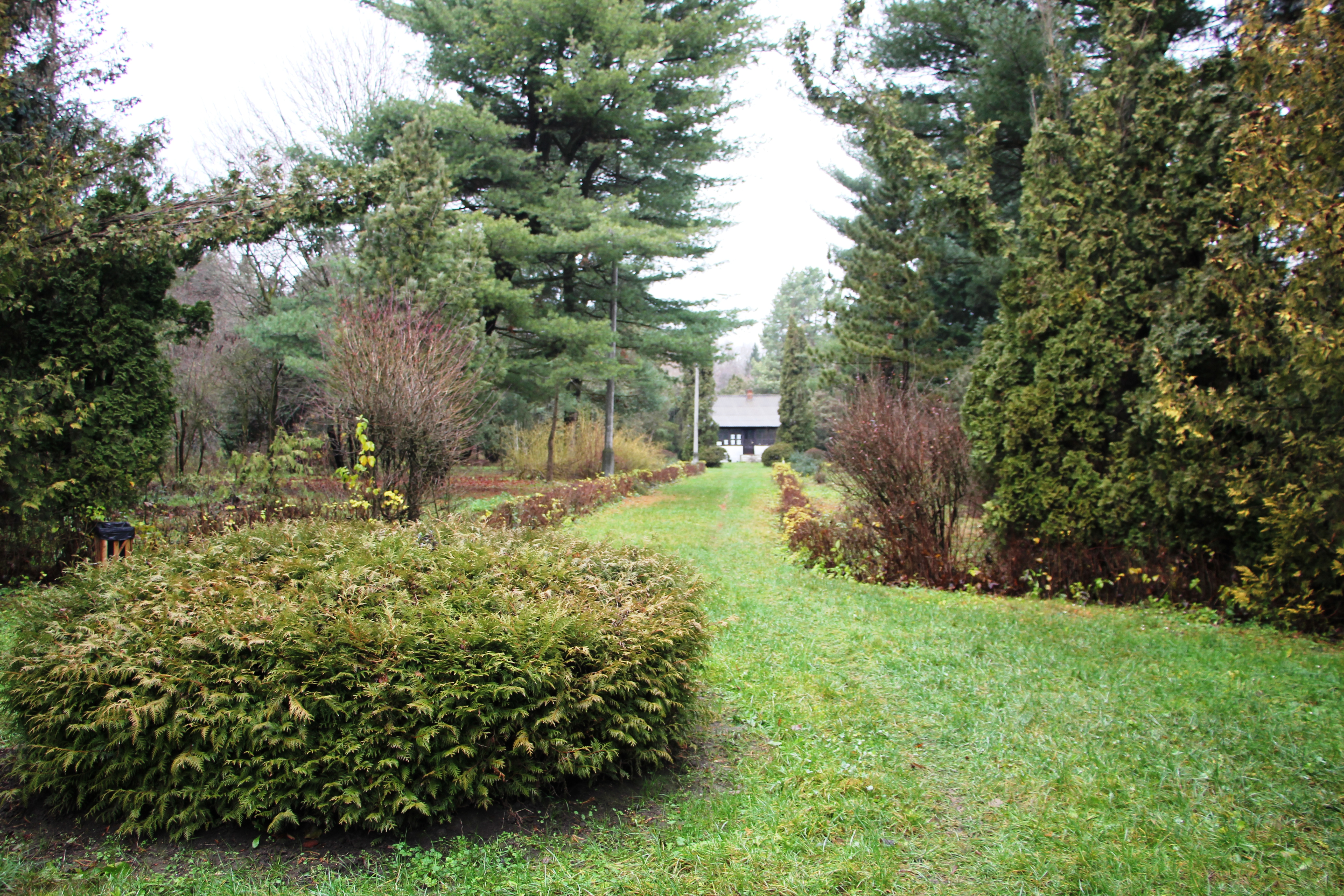
Хоростківський дендрологічний парк

### Архітектура
- Старий (XVIII століття) і новий (1837) графські палаци,
- Кінний манеж (1837),
- В'їзна брама (середина XIX століття),
- Будинок (XIX століття),
- Залізничний вокзал (1890).
- Церква Положення Чесної Ризи Пресвятої Богородиці (1837, мурована, зі скульптурами 4-х ангелів-хоронителів)
- Святих Володимира і Ольги (1996, мурована; архітектор М. Нетриб'як)
- Костел святого Архангела Михаїла (близько 1870, реставрований 1994 року).

### Пам'ятники
- Тарасові Шевченку — пам'ятка монументального мистецтва місцевого значення. Встановлений у 1964 році. Погруддя з бетону (1 м), постамент з каменю (2 м)[12][13];
- На братській могилі вояків УПА (1997, скульптор В. Садовник)
- Д. Макогону (1996, скульптор Володимир Ворончак)
- «Фіґура» Матері Божої на честь 2000-річчя Різдва Христового
- Воїнам-землякам, полеглим у німецько-радянській війні (1974)
- Євреям-жертвам нацистського геноциду (1993, на місці розстрілу)
- На могилі Г. Куделі (2002)
- Пам'ятний знак УСС (2001)
- Меморіальні дошки Г. Куделі (1994) та М. Палію.
- Пам'ятник громадянам Хоросткова, які загинули в роки репресій

### Дендрологічний парк
- Хоростківський дендрологічний парк
- Хоростківський бук пурпуролистий

## Відомі особи

### Уродженці
- Оксана Безущак — доктор фізико-математичних наук, професор;
- Стефан Білинський (1897—?) — режисер, педагог, громадський діяч[14];
- Д. та О. Ворони — одні з праведників народів світу;[15]
- Ворончак Володимир Іванович (нар. 1951) — художник;[16]
- Ісідор Гельман (1886) — батько Маррі Гелл-Манн — лауреата Нобелівської премії з фізики 1969 року;
- Григорій Гладій (1954) — актор і режисер;
- Ян Ґрек (1875—1941) — професор медицини, розстріляний німцями у Львові;
- Ярина Гриньків — доктор економіки;
- Ігор Гуцал (нар. 1959) — доктор економічних наук;
- Павло Доскоч (нар. 1971) — співак і композитор;
- Роман Качурівський (1943—2009) — письменник, редактор, громадський діяч, поет[17];
- Євгенія Кісь-Думка (за іншими даними, с. Хлопівка[18]) — поетка, громадська діячка;
- Лариса Ковальчук-Бурак (нар. 1968) — українська бандуристка;
- Блюм Лемпель (1907—1999) — єврейська письменниця;
- Дмитро Макогон (1881—1961) — письменник, педагог (батько Ірини Вільде);
- Галина Мацюк (нар. 1957) — доктор філологічних наук;
- Іван Маюк (нар. 1972) — майстер спорту міжнародного класу (гирьовий спорт);
- Ян-Іґнацій Машковський (1793—1865) — живописець;[19]
- Аврахам Офер (1922—1977) — міністр будівництва Ізраїлю;
- Палій Михайло Михайлович — доктор історії;
- Михайло Потюк (1955—2014) — комерційний директор тернопільської світлотехнічної корпорації «Ватра»[20];
- Еміль (Мехель) Рейтманн (1870—1943) — віденський архітектор;
- Станіслав Стись (1896—1959) — польський єзуїт, біблеїст, доктор філософії і теології;
- Роман Чапліцький (1881—1957) — польський живописець і сценограф;
- Олександр Явний (1895—1954) — оперний співак[21];
- Віталій Марків (нар. 16 серпня 1989) — український військовослужбовець (старший сержант), учасник Революції гідності та російсько-української війни[22];
- Світлана Марчишин (Шевчук) (нар. 5 червня 1951) — заслужений діяч науки і техніки України, доктор фармацевтичних наук, професор, завідувач кафедри фармакогнозії з медичною ботанікою Тернопільського національного медичного університету імені І. Я. Горбачевського[23][24];
- Троценко Наталія (нар. 1985) — українська важкоатлетка, майстер спорту міжнародного класу.
- Чорний Микола Володимирович — український волонтер[25].
- Шевчук Василь Володимирович — український спортсмен, громадський активіст, учасник російсько-української війни[26].

### Пов'язані з містом
- Володимир[27] і Галина[28] Ковальчуки — майстри прикладного мистецтва;
- Василь Корчемний — вчений агроном-садівник, літератор, краєзнавець;
- Григорій Куделя — педагог[29];
- Володимир-Лука Темницький — український громадсько-політичний діяч[30]
- о. Микола Темницький — священик УГКЦ;
- Омелян Темницький — український громадсько-політичний діяч;[31]
- Ганна Хромейко — Герой Соціалістичної Праці.[32]

#### Перебували
- Письменники:
  - Іван Франко
  - Богдан Лепкий
  - Денис Лукіянович
  - Микола Тарновський
- композитор Денис Січинський
- громадсько-політичний діяч Вячеслав Чорновіл
- академіки: Олег Адаменко, Михайло Зубець
- князь Едуард Франц Людвіґ Ліхтенштайн 16 жовтня 1839 уклав у Хоросткові шлюб з графинею Гоноратою Холоневською[33]
- Патріарх УПЦ КП Філарет
- головний рабин Києва та всієї України Блайх Яків Дов
- футболіст і тренер Олег Блохін
- громадсько-політичний діяч Юлія Тимошенко.

## Галерея

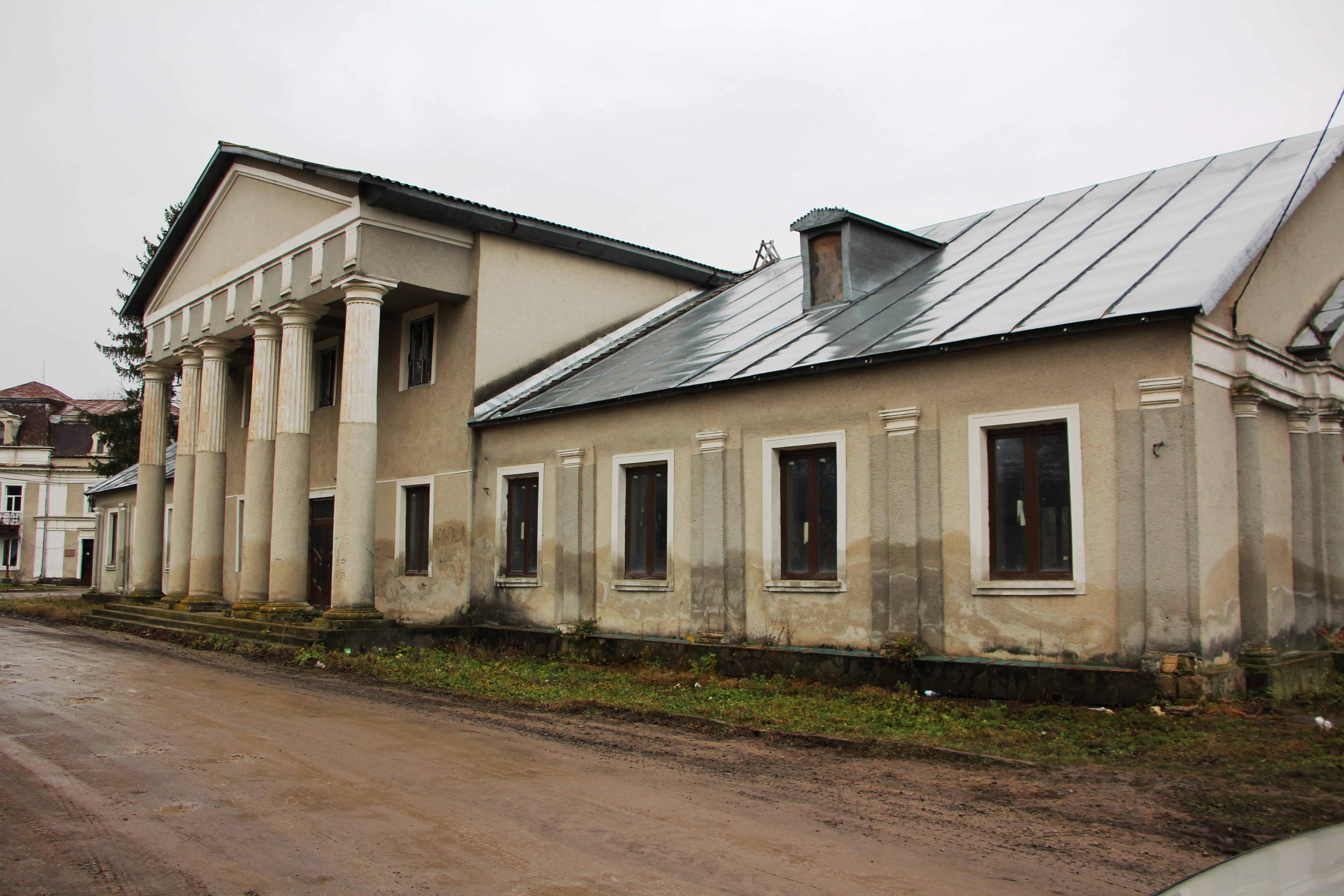
Палацовий комплекс
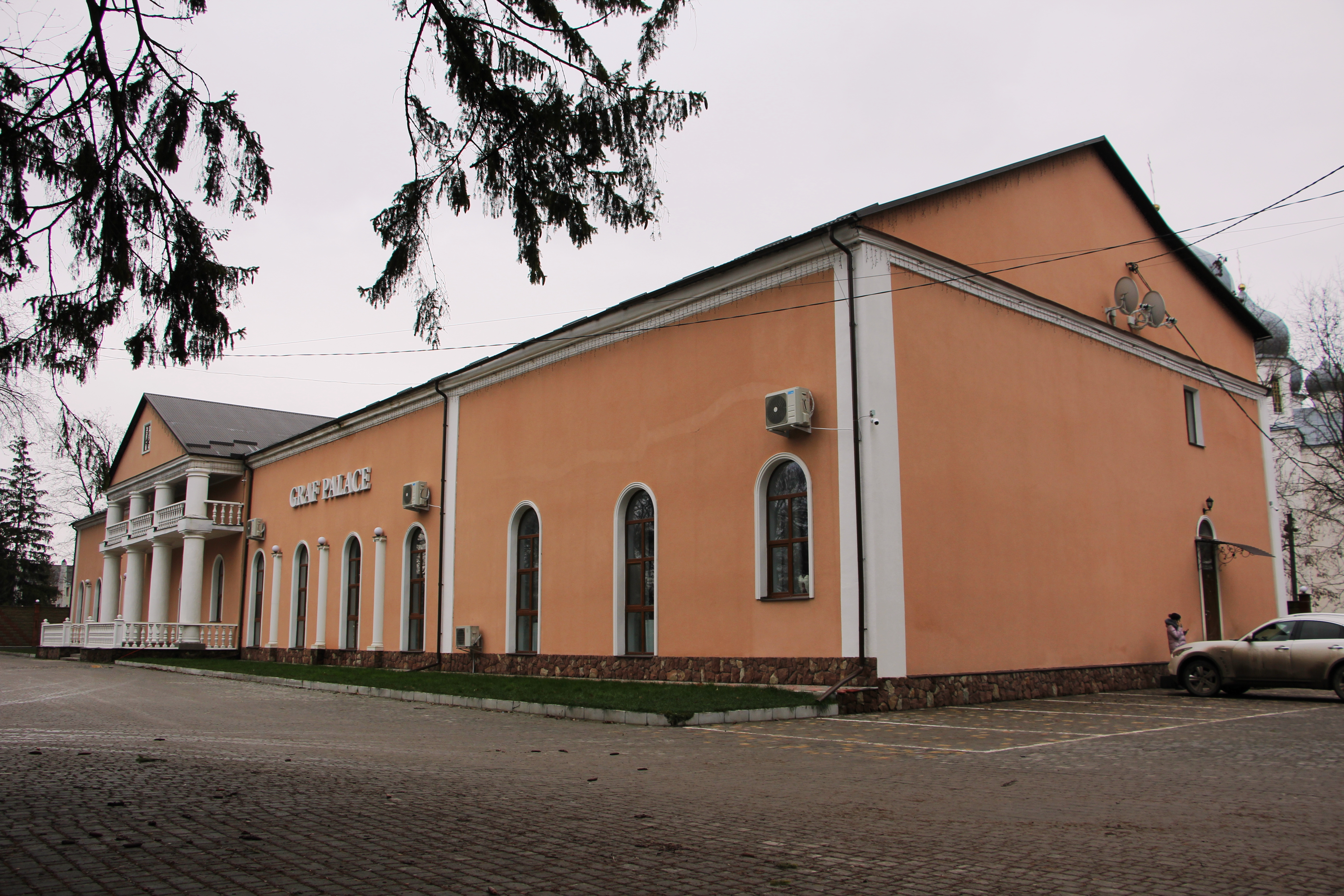
Палацовий комплекс
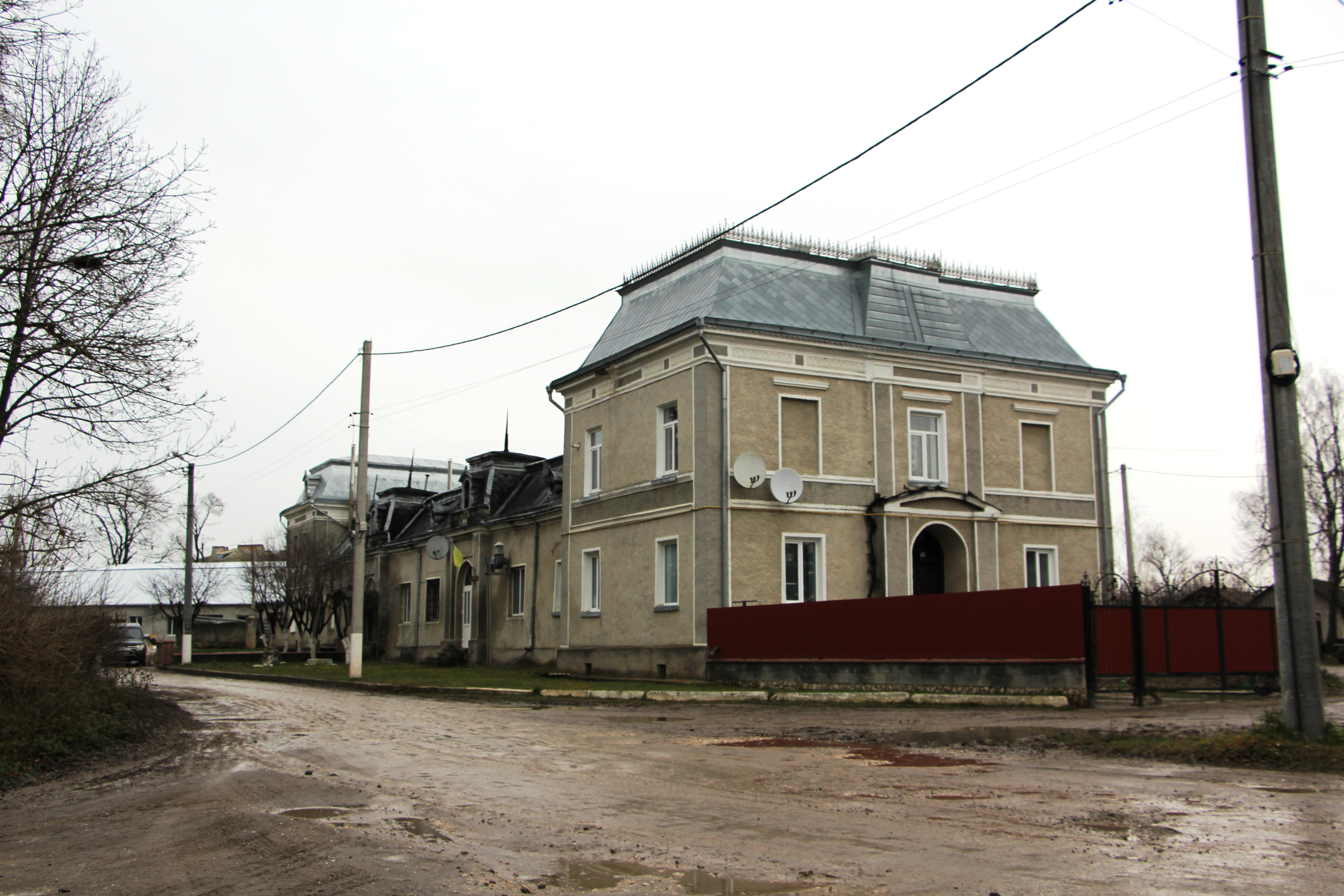
Палацовий комплекс
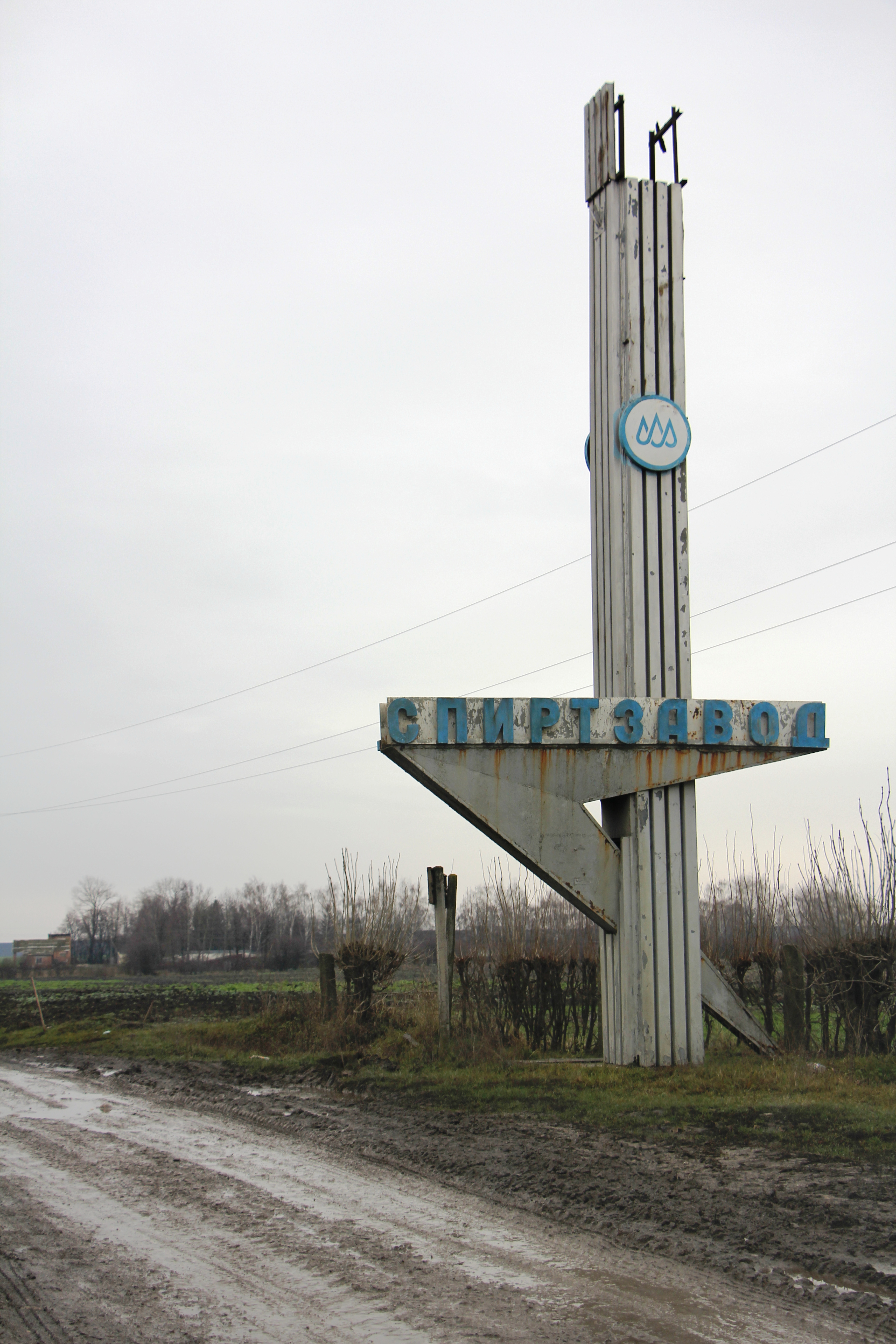
Придорожній знак
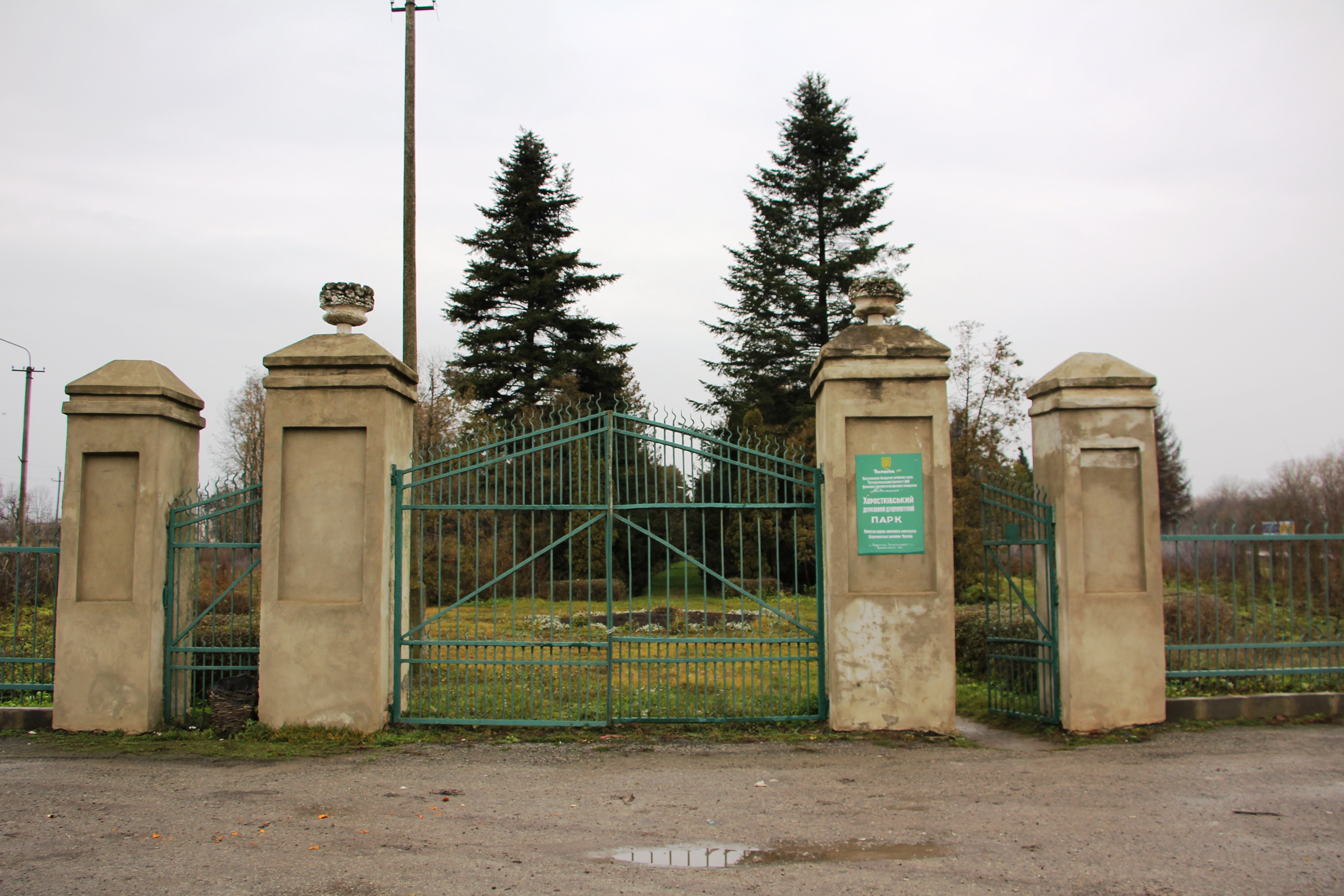
Вхід в Хоростківський дендрологічний парк
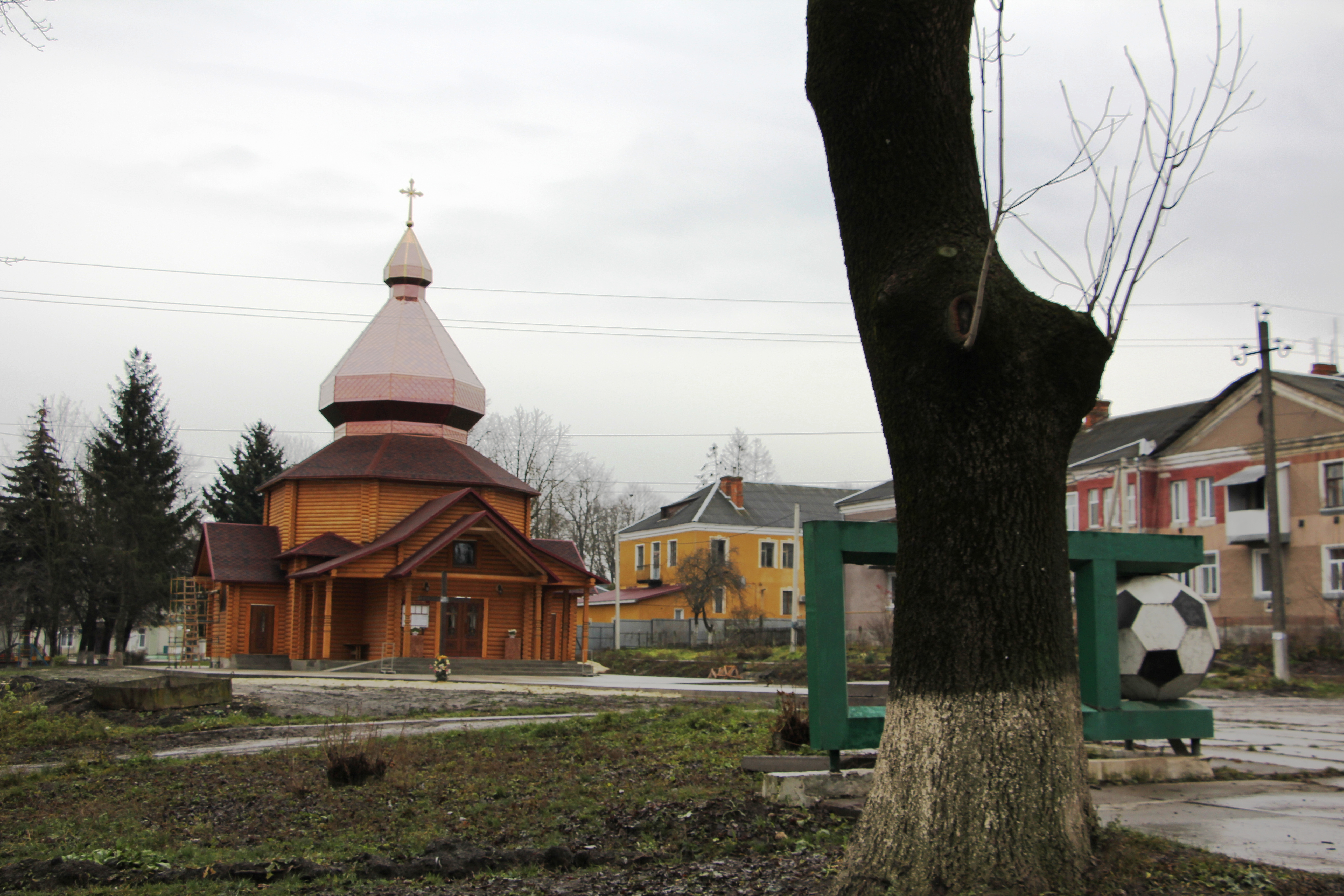
Церква Пресвятої Євхаристії УГКЦ